# Karel Ferdinand z Valdštejna
Karel Ferdinand Maxmilián hrabě z Waldsteinu, také z Valdštejna (1634 – 9. dubna 1702 Vídeň, německy německy Karl Ferdinand des H. R. Reichs Graf von Waldstein) byl český šlechtic z hrádecké větve starobylého rodu Valdštejnů (Waldsteinů), uplatnil se jako významný diplomat ve službách Habsburků, později zastával vlivné hodnosti u císařského dvora ve Vídni. Byl rytířem Řádu zlatého rouna a vlastnil rozsáhlé statky v severních Čechách. Jeho mladším bratrem byl pražský arcibiskup Jan Bedřich z Valdštejna.

## Původ a diplomatická kariéra
Narodil se jako pátý syn hraběte Maxmiliána z Valdštejna (1596–1655) a jeho manželky Kateřiny, rozené z Harrachu (1599–1640). Absolvoval kavalírskou cestu, během níž několik let studoval na univerzitě v Lovani. V roce 1654 byl jmenován císařským komořím a svou další kariéru spojil s vládou Leopolda I., jehož císařské korunovace ve Frankfurtu se zúčastnil (1658).
Prvním diplomatickým úkolem byl pověřen již v roce 1657, kdy zastupoval císaře na pohřbu saského kurfiřta Jana Jiřího. Další diplomatickou cestu podnikl v roce 1661, kdy v německých knížectvích sháněl finanční podporu na válku proti Turkům. Později se ještě několikrát vydal do Německa, v letech 1668 a 1670 byl též členem diplomatických misí do Polska. V letech 1677–1679 byl vyslancem v Londýně. V souvislosti s tím byl jmenován tajným radou (1678), ještě předtím získal od španělského krále Karla II. Řád zlatého rouna (1675).
Vrcholem jeho diplomatické kariéry byla mimořádná mise do Polska v roce 1683, jejímž cílem bylo získat polskou podporu v další válce s Tureckem. Po předchozích zkušenostech i za cenu vysokých úplatků polské šlechtě byl úspěšný a 31. března 1683 podepsal spojeneckou smlouvu mezi císařem a polským králem. Na základě této smlouvy pak polský král Jan Sobieski podnikl rozhodující útok v době tureckého obléhání Vídně. Valdštejnovy zkušenosti při jednání s anglickým parlamentem a polským Sejmem utvrdily jeho monarchistické přesvědčení a jako vlivný dvořan pak zůstával předním stoupencem Habsburků.

## Kariéra u dvora
Vedle diplomatické kariéry budoval i své postavení u císařského dvora, kde byl nejprve již od 60. let 17. století nejvyšším štolbou ovdovělé císařovny Eleonory Gonzaga, třetí manželky Ferdinanda III. V letech 1685–1690 byl nejvyšším hofmistrem císařovny Eleonory Falcko-Neuburské, nakonec se stal nejvyšším komorníkem Leopolda I. (1690–1702). Od roku 1690 byl zároveň státním a konferenčním ministrem, svými názory a rétorikou ovlivňoval chod státní konference a v závěru vlády Leopolda I. patřil k významným osobnostem císařského dvora. Posledním důležitým úkolem byl pověřen v roce 1698, kdy z titulu svých funkcí hostil ve Vídni ruského cara Petra Velikého.

## Majetkové poměry
Po otci Maxmiliánovi zdědil Svijany a Loučeň (1655), krátce nato po starším bratrovi Ferdinandu Arnoštovi zdědil Mnichovo Hradiště (1657). Na základě nejasně formulované závěti svého bratrance Adama Maxmiliána (1666) se začal soudit o jihomoravské panství Židlochovice. Spor o Židlochovice vedli různí členové rodu Valdštejnů téměř padesát let a o toto výnosné panství nejblíž k Vídni měl Karel Ferdinand velký zájem. Díky spříznění s rodem Clary-Aldringenů byl krátce v letech 1666–1678 také majitelem severočeského panství Benešov nad Ploučnicí. V roce 1680 odkazem příbuzného z rodu Kouniců převzal Českou Lípu a Zahrádky, tyto statky ale nikdy nenavštívil a v roce 1696 je za 450 000 zlatých přenechal opět Kounicům. Mezitím svému synovci Arnoštu Josefovi prodal v roce 1678 panství Mnichovo Hradiště. Jako nejstarší člen rodu Valdštejnů převzal v roce 1684 panství Třebíč, ve stejném roce po starším bratrovi Františku Augustinovi (1628–1684) zdědil Dobrovici v severních Čechách. Pro občasný pobyt v Praze sloužil palác na Malé Straně, vystavěný po roce 1667.
Vzhledem ke službě u dvora a diplomatickým cestám pobýval Karel Ferdinand převážně mimo Čechy a jeho zájem o zděděný majetek se omezoval pouze na výnos, který mu umožňoval finančně náročný pobyt u dvora. I když jsou doloženy jen strohé výnosy ohledně povinností poddaných, na druhou stranu jeho postavení u dvora umožnilo rozkvět poddanských měst a rozšiřování městských privilegií (Dobrovice). V Dobrovici jsou také doloženy tři krátké pobyty (1685, 1691, 1696). Přestože vlastnil rozsáhlé statky v Čechách, finančně náročné aktivity u dvora a v zahraničí jej nutily ke značnému zadlužování. Půjčoval si například od spřízněného rodu Thun-Hohensteinů, v roce 1681 si půjčil 100 000 zlatých od Heřmana Jakuba Černína. Naopak sám půjčoval dál a mezi jeho věřiteli byl například nejvyšší sudí František Karel Přehořovský z Kvasejovic.

### Hlavní panství
- Benešov nad Ploučnicí (1666–1678)
- Česká Lípa (1680–1696)
- Dobrovice (1684–1702)
- Loučeň (1655–1702)
- Mnichovo Hradiště (1657–1675)
- Svijany (1655–1702)
- Třebíč (1684–1702)

## Rodina
Za manželku si vzal 29. ledna 1660 svou sestřenici Marii Alžbětu z Harrachu (1637–1710), vzhledem k blízkému příbuzenskému vztahu byl ke sňatku nutný papežský dispens. Jejich manželství bylo podle dochované korespondence šťastné a harmonické, ale narodil se z něj jen jeden potomek, syn Karel Arnošt (1661–1713), později taktéž významný císařský diplomat. Karel Ferdinand z Valdštejna zemřel ve Vídni 9. dubna 1702 a za početné účasti dvořanů byl pohřben ve vídeňském kostele sv. Augustina.